# CFBDSIR 1458+10
CFBDSIR 1458+10a/b는 목동자리에 위치한 갈색 왜성 쌍성계로, 분광형은 각각 T9, Y0이다. 지금까지 발견된 갈색 왜성 중에서 가장 차가우며 온도는 최저 60도에서 최대 100도 가량으로 메탄올의 끓는점(64도)보다 낮다.